# Morti il 9 maggio
| Questa pagina contiene informazioni ricavate automaticamente dalle voci biografiche con l'ausilio del template Bio e di un bot. L'aggiornamento è periodico e automatico e ricostruisce completamente la pagina. Se manca una persona in questa lista, sei pregato di non aggiungerla, ma accertati piuttosto che la sua voce biografica contenga il template Bio e che i dati anagrafici siano correttamente compilati. Se il template Bio manca, inseriscilo tu stesso o, in alternativa, metti l'avviso {{tmp\|Bio}} che ne segnala la mancanza. Se i dati riportati sono sbagliati, correggi direttamente la voce biografica; le modifiche saranno visibili in questa lista entro pochi giorni. Per chiarimenti vedi il progetto biografie. La lista contiene solo le 509 persone che sono citate nell'enciclopedia e per le quali è stato implementato correttamente il template Bio. Pagina aggiornata al 17 ago 2025. |

## IV secolo(1)
- 348 - Pacomio, monaco cristiano egiziano (n. 292)

## VI secolo(1)
- 576 - Costantino III di Britannia, sovrano

## VIII secolo(1)
- 729 - Osric di Northumbria, sovrano

## XI secolo(2)
- 1040 - Forte Gabrielli, religioso italiano
- 1044 - Gregorio V di Ostia, vescovo e cardinale italiano

## XIII secolo(1)
- 1280 - Magnus VI di Norvegia, re norvegese (n. 1238)

## XIV secolo(2)
- 1315 - Ugo V di Borgogna, re (n. 1294)
- 1382 - Margherita I di Borgogna, contessa (n. 1309)

## XV secolo(7)
- 1404 - Giovanni Piacentini, cardinale e arcivescovo cattolico italiano
- 1426 - Benincasa da Montepulciano, religioso italiano (n. 1375)
- 1443 - Niccolò Albergati, cardinale e vescovo cattolico italiano (n. 1373)
- 1446 - Maria d'Enghien, sovrana italiana (n. 1367)
- 1453 - Mattia di Trakai, vescovo cattolico lituano
- 1459 - Bertrandon de la Broquière, agente segreto francese
- 1483 - Carlo Sforza, nobiluomo italiano (n. 1458)

## XVI secolo(7)
- 1525 - Gregor Reisch, umanista, scrittore e enciclopedista tedesco
- 1552 - Marcantonio Michiel, letterato e collezionista d'arte italiano (n. 1484)
- 1561 - Antonio Barattucci, avvocato italiano (n. 1486)
- 1572 - Tommaso Marino, banchiere italiano (n. 1475)
- 1586 - Luis de Morales, pittore spagnolo (n. 1509)
- 1589 - Pietro Marescalchi, pittore italiano (n. 1522)
- 1590 - Carlo di Borbone-Vendôme, cardinale e arcivescovo cattolico francese (n. 1523)

## XVII secolo(18)
- 1602 - Giulio Antonio Santori, cardinale italiano (n. 1532)
- 1608 - Nicolò Molin, ambasciatore italiano (n. 1562)
- 1618 - Nicolò Donà, doge (n. 1540)
- 1623 - Vito Carrera, pittore italiano (n. 1578)
- 1630 - Théodore Agrippa d'Aubigné, scrittore e poeta francese (n. 1552)
- 1634 - Jacob Duwall, generale svedese (n. 1589)
- 1638 - Federico I d'Assia-Homburg, nobile tedesco (n. 1585)
- 1641 - Francis Russell, IV conte di Bedford, politico inglese (n. 1593)
- 1647 - Alfonsina Gonzaga, nobildonna italiana (n. 1580)
- 1651 - Cornelis de Vos, pittore fiammingo (n. 1585)
- 1655 - Carlo Ferdinando Vasa, vescovo cattolico polacco (n. 1613)
- 1657 - William Bradford, politico britannico (n. 1590)
- 1661 - Alberik Mazak, presbitero e compositore ceco (n. 1609)
- 1672 - François de La Mothe Le Vayer, filosofo, scrittore e letterato francese (n. 1588)
- 1673 - Jacques Vallée Des Barreaux, poeta francese (n. 1599)
- 1686 - Jonas Suyderhoff, pittore e incisore olandese
- 1688 - Federico Guglielmo I di Brandeburgo, nobile (n. 1620)
- 1688 - Felice Rospigliosi, cardinale italiano (n. 1639)

## XVIII secolo(20)
- 1707 - Dietrich Buxtehude, compositore e organista tedesco (n. 1637)
- 1720 - Ümmügülsüm Sultan, principessa ottomana
- 1721 - Giandomenico Paracciani, cardinale e vescovo cattolico italiano (n. 1646)
- 1731 - Peregrine Osborne, III duca di Leeds, nobile e politico inglese (n. 1691)
- 1739 - George Montagu, I conte di Halifax, politico inglese
- 1744 - Claude Balon, danzatore e coreografo francese (n. 1671)
- 1745 - Tomaso Antonio Vitali, violinista e compositore italiano (n. 1663)
- 1753 - Alexandre de Gusmão, scrittore e diplomatico portoghese (n. 1695)
- 1757 - Colin Campbell, mercante britannico (n. 1686)
- 1760 - Nikolaus Ludwig von Zinzendorf, teologo tedesco (n. 1700)
- 1766 - Thomas Arthur de Lally-Tollendal, militare francese (n. 1702)
- 1768 - Philipp Friedrich Gmelin, botanico e chimico tedesco (n. 1721)
- 1775 - Vittoria Tesi, contralto italiano (n. 1701)
- 1789 - Jean-Baptiste Vaquette de Gribeauval, generale e ingegnere francese (n. 1715)
- 1791 - Francis Hopkinson, scrittore, musicista e avvocato statunitense (n. 1737)
- 1793 - Auguste Marie Henri Picot de Dampierre, generale francese (n. 1756)
- 1795 - Giovanni Marsili, botanico italiano (n. 1727)
- 1799 - Claude Balbastre, organista, clavicembalista e compositore francese (n. 1724)
- 1799 - Abraham Bennet, fisico inglese (n. 1749)
- 1799 - Maurizio D'Alesio, militare e politico italiano

## XIX secolo(59)
- 1802 - Erik Magnus Staël von Holstein, nobile e diplomatico svedese (n. 1749)
- 1805 - Friedrich Schiller, poeta, filosofo e drammaturgo tedesco (n. 1759)
- 1807 - Giovanni Battista Biffi, scrittore italiano (n. 1736)
- 1809 - Melchor de Talamantes, religioso messicano (n. 1765)
- 1810 - Michele Continisio, poeta, storico e vescovo cattolico italiano (n. 1722)
- 1810 - Benjamin Lincoln, generale e politico statunitense (n. 1733)
- 1812 - Charles-Nicolas-Sigisbert Sonnini de Manoncourt, naturalista e viaggiatore francese (n. 1751)
- 1815 - Enrico Sanclemente, abate e numismatico italiano (n. 1732)
- 1823 - Pietro Paolo Mazzichi, vescovo cattolico italiano (n. 1756)
- 1824 - Jean-Chrysostome de Villaret, vescovo cattolico francese (n. 1739)
- 1832 - Camillo II Borghese, nobile italiano (n. 1775)
- 1834 - Turki bin Abd Allah bin Muhammad Al Sa'ud, sovrano saudita (n. 1755)
- 1835 - Iacopo Casanova, generale italiano (n. 1774)
- 1837 - Giovanni Antonio Sintich, vescovo cattolico e letterato dalmata (n. 1754)
- 1841 - Luigi I Boncompagni Ludovisi, italiano (n. 1767)
- 1842 - Karol Kniaziewicz, generale polacco (n. 1762)
- 1843 - Carlo Angelo Bianco, patriota italiano (n. 1795)
- 1846 - Johann Bernhard Wilbrand, fisiologo e naturalista tedesco (n. 1779)
- 1850 - Giuliana Sofia di Danimarca, principessa danese (n. 1788)
- 1851 - Hugh McVay, politico statunitense (n. 1766)
- 1851 - Johann Heinrich Schilbach, pittore tedesco (n. 1798)
- 1852 - Giuseppe Giacomo Battig, pittore italiano (n. 1820)
- 1853 - Lionel Kieseritzky, scacchista estone (n. 1806)
- 1854 - Gaetano Marotta, patriota e politico italiano (n. 1775)
- 1854 - Michal Rešetka, teologo e presbitero slovacco (n. 1794)
- 1857 - Johanna Emerentia von Bilang, miniaturista svedese (n. 1777)
- 1862 - Theodor Bilharz, medico tedesco (n. 1825)
- 1862 - Felice Pastore, nobile italiano (n. 1786)
- 1864 - John Sedgwick, insegnante e generale statunitense (n. 1813)
- 1864 - Wilhelm Wolff, sociologo tedesco (n. 1809)
- 1867 - Jacques Joseph Champollion-Figeac, archeologo e storico francese (n. 1778)
- 1868 - Rodolfo Sutermeister, filosofo svizzero (n. 1802)
- 1870 - Federico di Württemberg, generale tedesco (n. 1808)
- 1873 - Jakob Laurentz Studach, vescovo cattolico svizzero (n. 1796)
- 1873 - Stéphanie de Virieu, pittrice e scultrice francese (n. 1785)
- 1876 - Karl Wilhelm Gottlieb Leopold Fuckel, micologo tedesco (n. 1821)
- 1877 - Federico Manassero, generale italiano (n. 1818)
- 1878 - Robert Main, astronomo britannico (n. 1808)
- 1879 - Virginio Bordino, militare e progettista italiano (n. 1804)
- 1879 - Karolina Gerhardinger, religiosa tedesca (n. 1797)
- 1879 - August Grisebach, botanico tedesco (n. 1814)
- 1879 - Stepanos Nazarian, editore, critico letterario e giornalista armeno (n. 1812)
- 1880 - Gaetano Del Giudice, patriota e politico italiano (n. 1816)
- 1880 - Girolamo Federico Fenaroli Avogadro, politico italiano (n. 1827)
- 1882 - Leopoldo Tarantini, politico, avvocato e librettista italiano (n. 1811)
- 1883 - Jules Miot, politico francese (n. 1809)
- 1884 - Giovanni Prati, poeta e politico italiano (n. 1814)
- 1885 - Gavriil Jakimovič Lomakin, direttore di coro e compositore russo (n. 1812)
- 1886 - Facundo Bacardi, imprenditore spagnolo (n. 1813)
- 1889 - William S. Harney, generale statunitense (n. 1800)
- 1890 - Friedrich Loos, pittore, incisore e litografo austriaco (n. 1797)
- 1893 - Adolphe Goupil, mercante d'arte e editore francese (n. 1806)
- 1893 - Tommaso Manzone, politico italiano (n. 1819)
- 1893 - Gian Paolo Tolomei, giurista e politico italiano (n. 1814)
- 1895 - Agostino Daldini, presbitero e botanico svizzero (n. 1817)
- 1897 - Adolfo Bacci, pittore italiano (n. 1856)
- 1897 - Adolf von Catty, generale e politico austriaco (n. 1823)
- 1897 - Vincenzo Cordova Savini, politico italiano (n. 1819)
- 1897 - Isabella Fernanda di Borbone-Spagna, principessa spagnola (n. 1821)

## XX secolo(240)
- 1901 - Charles Chaplin Senior, cantante britannico (n. 1863)
- 1901 - Lizzie van Zyl, sudafricana (n. 1894)
- 1903 - Giuseppe Cremonini Bianchi, tenore italiano (n. 1866)
- 1904 - George Johnston Allman, matematico irlandese (n. 1824)
- 1906 - Helen Lemmens-Sherrington, soprano inglese (n. 1834)
- 1907 - Giovanni Codronchi Argeli, politico e prefetto italiano (n. 1841)
- 1907 - Giuseppe Corradi, chirurgo italiano (n. 1830)
- 1908 - Troiano De Filippis Delfico, politico italiano (n. 1821)
- 1909 - Augusta Evans Wilson, scrittrice statunitense (n. 1835)
- 1911 - Thomas Wentworth Higginson, politico e patriota statunitense (n. 1823)
- 1911 - Cesare Reduzzi, scultore italiano (n. 1857)
- 1912 - Nikolaj von der Osten-Sacken, diplomatico russo (n. 1831)
- 1913 - Giannino Camperio, dirigente sportivo, allenatore di calcio e calciatore italiano (n. 1876)
- 1914 - Arthur Cumming, pattinatore artistico su ghiaccio britannico (n. 1889)
- 1914 - Paul-Louis-Toussaint Héroult, scienziato francese (n. 1863)
- 1914 - Vincenzo Palizzolo Gravina, storico italiano (n. 1831)
- 1914 - Vincenzo de Romita, naturalista italiano (n. 1838)
- 1915 - Gian Francesco Angelini, basso italiano (n. 1830)
- 1915 - François Faber, ciclista su strada lussemburghese (n. 1887)
- 1915 - Henry Goldsmith, canottiere britannico (n. 1885)
- 1915 - Cyril Holland, britannico (n. 1885)
- 1915 - André Puget, calciatore francese (n. 1882)
- 1915 - Anthony Wilding, tennista neozelandese (n. 1883)
- 1916 - Max Kurzweil, pittore e incisore austriaco (n. 1867)
- 1917 - Ernest Beckett, II barone Grimthorpe, politico e banchiere inglese (n. 1856)
- 1917 - Ezio De Marchi, militare italiano (n. 1895)
- 1918 - George Coșbuc, scrittore romeno (n. 1866)
- 1919 - Ernesto Maria Pasquali, regista e produttore cinematografico italiano (n. 1883)
- 1920 - Henri Dapples, calciatore svizzero (n. 1871)
- 1920 - Hōmei Iwano, scrittore giapponese (n. 1873)
- 1921 - Francesco Tedesco, politico italiano (n. 1853)
- 1923 - Constantin Christescu, generale rumeno (n. 1866)
- 1925 - Eugenio Reffo, presbitero italiano (n. 1843)
- 1927 - Carlo di Baviera, principe tedesco (n. 1874)
- 1927 - Samuel Widdowson, calciatore inglese (n. 1851)
- 1929 - Kate Dickens, pittrice britannica (n. 1839)
- 1929 - Gustave Schlumberger, storico e numismatico francese (n. 1844)
- 1930 - Augusto Bompiani, pittore italiano (n. 1852)
- 1931 - Albert Abraham Michelson, fisico statunitense (n. 1852)
- 1932 - Thomas Hakon Grönwall, matematico svedese (n. 1877)
- 1932 - Emil Hertzka, editore musicale ungherese (n. 1869)
- 1933 - John Jarvis, nuotatore e pallanuotista britannico (n. 1872)
- 1935 - Mauro Amoruso-Manzari, ingegnere, architetto e urbanista italiano (n. 1872)
- 1935 - Philippe Dautzenberg, biologo belga (n. 1849)
- 1935 - Luigi Fera, avvocato e politico italiano (n. 1868)
- 1936 - Humfry Payne, archeologo britannico (n. 1902)
- 1937 - Harry Barton, architetto statunitense (n. 1876)
- 1940 - Giuseppe Momo, ingegnere e architetto italiano (n. 1875)
- 1941 - Józef Cebula, religioso polacco (n. 1902)
- 1941 - Stefan Grelewski, presbitero polacco (n. 1898)
- 1941 - Fritz-Julius Lemp, militare tedesco (n. 1913)
- 1941 - Jørgen Lund, attore, scenografo e regista danese (n. 1873)
- 1941 - Gabriele Pepe, militare italiano (n. 1896)
- 1942 - Sybill Morel, attrice tedesca (n. 1892)
- 1942 - Gustav von Rohden, teologo tedesco (n. 1855)
- 1943 - Walter von Brockdorff-Ahlefeldt, generale tedesco (n. 1887)
- 1943 - Danielle Casanova, partigiana e politica francese (n. 1909)
- 1944 - Pietro Capuzi, partigiano italiano (n. 1890)
- 1944 - Sigismondo Damiani, francescano e militare italiano (n. 1880)
- 1944 - Venanzio Gabriotti, antifascista e militare italiano (n. 1883)
- 1944 - Giovanni Gastaldi, partigiano italiano (n. 1919)
- 1944 - Totò Majorana, attore teatrale italiano (n. 1874)
- 1945 - Erpo von Bodenhausen, generale tedesco (n. 1897)
- 1945 - Frank Bourne, militare britannico (n. 1855)
- 1945 - Alessandro Canezza, storico e medico italiano (n. 1882)
- 1945 - Sebastiano Caprino, giornalista e conduttore radiofonico italiano (n. 1917)
- 1945 - Walter Frank, storico tedesco (n. 1905)
- 1945 - Friedrich Wilhelm Krüger, generale tedesco (n. 1894)
- 1945 - František Rosmaisl, calciatore boemo (n. 1884)
- 1945 - Icilio Zuliani, calciatore italiano (n. 1909)
- 1947 - Davide Cova, giornalista, politico e ingegnere italiano (n. 1891)
- 1947 - Willie Francis, criminale statunitense (n. 1929)
- 1947 - Ludovico Nicola di Giura, traduttore e sinologo italiano (n. 1868)
- 1947 - Euripidīs Mpakirtzīs, militare greco (n. 1895)
- 1948 - Paul Hunder, calciatore tedesco (n. 1884)
- 1948 - Frank Leigh, attore inglese (n. 1876)
- 1949 - Vittorio D'Alessi, vescovo cattolico italiano (n. 1884)
- 1949 - Luigi II di Monaco, principe (n. 1870)
- 1951 - Alessandro Alvisi, cavaliere italiano (n. 1887)
- 1951 - Marie Ault, attrice britannica (n. 1870)
- 1951 - Leo Bosschart, calciatore olandese (n. 1888)
- 1951 - Jakov Georgievič Černichov, architetto, designer e insegnante sovietico (n. 1889)
- 1951 - Ettore Felici, arcivescovo cattolico italiano (n. 1881)
- 1951 - Battista Vielmi, calciatore italiano (n. 1884)
- 1952 - Fulvio Cordignano, presbitero, missionario e gesuita italiano (n. 1887)
- 1952 - Canada Lee, attore e pugile statunitense (n. 1907)
- 1953 - Laura Orvieto, scrittrice italiana (n. 1876)
- 1954 - Mabel L. Ramsay, medico e attivista britannica (n. 1878)
- 1955 - William Passmore, giocatore di lacrosse statunitense (n. 1886)
- 1955 - Antonio Renato Toniolo, geografo italiano (n. 1881)
- 1956 - Jean-Louis Bretteville, calciatore norvegese (n. 1905)
- 1957 - Heinrich Campendonk, pittore tedesco (n. 1889)
- 1957 - Taurino Parvis, baritono italiano (n. 1879)
- 1957 - Ezio Pinza, basso italiano (n. 1892)
- 1958 - Joseph Davies, giurista, politico e diplomatico statunitense (n. 1876)
- 1958 - Bill Goodwin, attore statunitense (n. 1910)
- 1958 - Pio Pia, pittore italiano (n. 1900)
- 1958 - Dino Urbani, schermidore italiano (n. 1882)
- 1960 - René Maran, scrittore, poeta e romanziere francese (n. 1887)
- 1960 - Arrigo Minerbi, scultore italiano (n. 1881)
- 1961 - Carlo Colognatti, giornalista e politico italiano (n. 1904)
- 1962 - George Jobey, calciatore e allenatore di calcio inglese (n. 1885)
- 1962 - Geremia Lunardelli, imprenditore italiano (n. 1885)
- 1962 - Valdus Lund, calciatore svedese (n. 1895)
- 1962 - Raimondo Van Riel, attore e truccatore italiano (n. 1881)
- 1962 - Evangelista Latino Enrico Vanni, arcivescovo cattolico italiano (n. 1878)
- 1963 - Charles Vyner Brooke, sovrano indonesiano (n. 1874)
- 1963 - Alexandru Rusu, vescovo cattolico rumeno (n. 1884)
- 1964 - Rico Lebrun, pittore e scultore italiano (n. 1900)
- 1964 - Erik Malmberg, lottatore svedese (n. 1897)
- 1964 - Carl Pedersen, calciatore norvegese (n. 1891)
- 1965 - Leopold Figl, politico austriaco (n. 1902)
- 1965 - Dorothy Greenhough-Smith, pattinatrice artistica su ghiaccio britannica (n. 1882)
- 1965 - Torsten Hammarström, diplomatico svedese (n. 1896)
- 1965 - Ernesto de Martino, antropologo, storico delle religioni e filosofo italiano (n. 1908)
- 1965 - Giovanni Ravasi, calciatore e allenatore di calcio italiano (n. 1911)
- 1965 - Giovanni Varasi, calciatore italiano (n. 1903)
- 1967 - Wallace Carlson, regista statunitense (n. 1894)
- 1967 - Oskar Hergt, politico e avvocato tedesco (n. 1869)
- 1968 - Mercedes de Acosta, poetessa e scrittrice statunitense (n. 1893)
- 1968 - Bill Buntin, cestista statunitense (n. 1942)
- 1968 - Finlay Currie, attore e cabarettista britannico (n. 1878)
- 1968 - Francisco Da Silva Marques, calciatore portoghese (n. 1905)
- 1968 - George Dillon, poeta e traduttore statunitense (n. 1906)
- 1968 - Albert Lewin, regista, sceneggiatore e produttore cinematografico statunitense (n. 1894)
- 1968 - Marion Lorne, attrice statunitense (n. 1883)
- 1968 - Emilio Violanti, giornalista e saggista italiano (n. 1923)
- 1969 - Francesco Giontella, imprenditore e politico italiano (n. 1895)
- 1969 - Vincenzo Musolino, attore e regista italiano (n. 1930)
- 1969 - Saverio Seracini, compositore, chitarrista e direttore d'orchestra italiano (n. 1905)
- 1970 - Kiyoo Kanda, calciatore giapponese
- 1970 - Miguel Keith, militare statunitense (n. 1951)
- 1970 - Walter Reuther, sindacalista statunitense (n. 1907)
- 1970 - Oskar Stonorov, architetto, scultore e storico dell'architettura tedesco (n. 1905)
- 1971 - David Webster, imprenditore inglese (n. 1903)
- 1971 - Zoltán Zilahi, compositore di scacchi ungherese (n. 1903)
- 1972 - Evelyn Jamison, storica inglese (n. 1877)
- 1972 - Aleksej Zinov'evič Petrov, matematico russo (n. 1910)
- 1972 - Fritz Schulz, attore, regista e cantante tedesco (n. 1896)
- 1973 - Dorothy Dalton, ginnasta statunitense (n. 1922)
- 1974 - Wally Van, attore, regista e sceneggiatore statunitense (n. 1880)
- 1975 - Giorgio Cesarano, poeta, scrittore e traduttore italiano (n. 1928)
- 1975 - Philip Dorn, attore olandese (n. 1901)
- 1975 - Francesco Giuseppe d'Asburgo-Lorena, nobile austriaco (n. 1905)
- 1975 - Antonio Vojak, calciatore e allenatore di calcio italiano (n. 1904)
- 1976 - Jens Bjørneboe, scrittore, poeta e drammaturgo norvegese (n. 1920)
- 1976 - Vasile Chiroiu, calciatore rumeno (n. 1910)
- 1976 - Floyd Council, cantante statunitense (n. 1911)
- 1976 - Alexandru Cuedan, calciatore rumeno (n. 1910)
- 1976 - Otto Kerner, politico, magistrato e generale statunitense (n. 1908)
- 1976 - Ulrike Meinhof, giornalista, terrorista e rivoluzionaria tedesca (n. 1934)
- 1976 - Carlo Radice, calciatore italiano (n. 1907)
- 1977 - James Jones, scrittore statunitense (n. 1921)
- 1977 - Carmen Rendiles Martínez, religiosa venezuelana (n. 1903)
- 1978 - Urbano Cioccetti, avvocato e politico italiano (n. 1905)
- 1978 - Duncan Grant, pittore scozzese (n. 1885)
- 1978 - Harry Hinton, pilota motociclistico australiano (n. 1909)
- 1978 - Peppino Impastato, giornalista, conduttore radiofonico e attivista italiano (n. 1948)
- 1978 - Albert Laprade, architetto francese (n. 1883)
- 1978 - George Maciunas, artista e architetto lituano (n. 1931)
- 1978 - Aldo Moro, politico e giurista italiano (n. 1916)
- 1978 - Friedrich von Schellwitz, generale tedesco (n. 1893)
- 1979 - Antonio Bacchetti, allenatore di calcio e calciatore italiano (n. 1923)
- 1979 - Francesco Borello, calciatore italiano (n. 1902)
- 1979 - Habib Elghanian, imprenditore e filantropo iraniano (n. 1912)
- 1979 - Eddie Jefferson, cantante statunitense (n. 1918)
- 1979 - Gabriel Ramanantsoa, generale e politico malgascio (n. 1906)
- 1980 - Joseph Breitbach, scrittore tedesco (n. 1903)
- 1980 - Lucien Pasteur, calciatore svizzero (n. 1921)
- 1981 - Nelson Algren, scrittore, poeta e giornalista statunitense (n. 1909)
- 1981 - Vivian Gibson, attrice britannica (n. 1898)
- 1981 - Margaret Lindsay, attrice statunitense (n. 1910)
- 1983 - Nino Buccellato, poeta e scrittore italiano (n. 1915)
- 1983 - Ljubov' Lobanova, cestista sovietica (n. 1927)
- 1983 - Antoine Prioré, ingegnere italiano (n. 1912)
- 1983 - Shahaji II, principe indiano (n. 1910)
- 1984 - Édouard Pinot, militare e aviatore francese (n. 1891)
- 1984 - Sergej Sal'nikov, calciatore e allenatore di calcio sovietico (n. 1925)
- 1985 - Aksel Airo, generale e politico finlandese (n. 1898)
- 1985 - Ivan Gălăbov, allenatore di pallacanestro bulgaro (n. 1930)
- 1985 - Svea Norén, pattinatrice artistica su ghiaccio svedese (n. 1895)
- 1985 - Edmond O'Brien, attore statunitense (n. 1915)
- 1985 - Adriaan Paulen, dirigente sportivo e mezzofondista olandese (n. 1902)
- 1986 - Michail Alpatov, storico dell'arte russo (n. 1902)
- 1986 - Herschel Bernardi, attore statunitense (n. 1923)
- 1986 - Carlo Moscovini, regista, scrittore e sceneggiatore italiano (n. 1919)
- 1986 - Tenzing Norgay, alpinista nepalese (n. 1914)
- 1986 - Eugenio Reale, politico italiano (n. 1905)
- 1986 - Richard Scheringer, politico e militare tedesco (n. 1904)
- 1987 - Jimmy Kruger, politico sudafricano (n. 1917)
- 1987 - Brian Shenton, velocista britannico (n. 1927)
- 1988 - Géza Boldizsár, allenatore di calcio e calciatore ungherese (n. 1919)
- 1988 - Alfons Julen, sciatore di pattuglia militare e fondista svizzero (n. 1899)
- 1988 - Willie Moir, calciatore scozzese (n. 1922)
- 1989 - Fred Halsted, regista e attore pornografico statunitense (n. 1941)
- 1989 - Heinz Moog, attore tedesco (n. 1908)
- 1989 - Ignazio Nicoli, pittore e incisore italiano (n. 1921)
- 1989 - Keith Whitley, cantante statunitense (n. 1954)
- 1990 - Giovanni Bonsignore, funzionario italiano (n. 1931)
- 1990 - Ugo Ruggeri, ciclista su strada italiano (n. 1893)
- 1991 - Ralph Breyer, nuotatore statunitense (n. 1904)
- 1991 - Janka Djagileva, cantautrice e poetessa sovietica (n. 1966)
- 1991 - István Messzi, sollevatore ungherese (n. 1961)
- 1992 - Hernán Bolaños, allenatore di calcio e calciatore costaricano (n. 1912)
- 1992 - Joseph Nguyễn Phụng Hiểu, vescovo cattolico vietnamita (n. 1921)
- 1992 - Walter Spedicato, politico italiano (n. 1947)
- 1993 - Mary Duncan, attrice statunitense (n. 1895)
- 1993 - Penelope Gilliatt, drammaturga, sceneggiatrice e critica teatrale britannica (n. 1932)
- 1993 - Maggie Hemingway, scrittrice britannica (n. 1946)
- 1993 - Lamberti Sorrentino, giornalista, rivoluzionario e critico letterario italiano (n. 1899)
- 1993 - Freya Stark, viaggiatrice e scrittrice britannica (n. 1893)
- 1993 - Albert Sukop, calciatore tedesco (n. 1912)
- 1994 - Anni Albers, designer tedesca (n. 1899)
- 1994 - Allan Frost Archer, entomologo e aracnologo statunitense (n. 1908)
- 1994 - Gaetano Cingari, storico e politico italiano (n. 1926)
- 1994 - Albert Olsson, scrittore svedese (n. 1904)
- 1994 - Miroslav Zuzánek, calciatore cecoslovacco (n. 1924)
- 1995 - Jimmy Raney, chitarrista statunitense (n. 1927)
- 1995 - Magda Rurac, tennista romena (n. 1918)
- 1995 - Carlo Stradella, calciatore italiano (n. 1921)
- 1996 - Luciano Angeloni, arcivescovo cattolico italiano (n. 1917)
- 1996 - Ferdinando D'Ambrosio, politico italiano (n. 1908)
- 1996 - Václav Kokštejn, calciatore cecoslovacco (n. 1923)
- 1997 - Rawya Ateya, insegnante, giornalista e politica egiziana (n. 1926)
- 1997 - Guido Biondi, politico e partigiano italiano (n. 1927)
- 1997 - Marco Ferreri, regista, sceneggiatore e attore italiano (n. 1928)
- 1997 - Willy Hess, musicologo e compositore svizzero (n. 1906)
- 1997 - Kazumi Kawai, attrice e cantante giapponese (n. 1964)
- 1997 - Tom Ponzi, investigatore e criminologo italiano (n. 1921)
- 1997 - Pietro Valenza, politico italiano (n. 1920)
- 1998 - Bernard Dwork, matematico statunitense (n. 1923)
- 1998 - Alice Faye, attrice e cantante statunitense (n. 1915)
- 1998 - Jean Guéguen, ciclista su strada francese (n. 1924)
- 1998 - Rudolf Ismayr, sollevatore tedesco (n. 1908)
- 1998 - Michaël Paquay, pilota motociclistico belga (n. 1972)
- 1998 - Gerhard Siedl, calciatore tedesco (n. 1929)
- 1999 - Jürgen Fuchs, scrittore tedesco (n. 1950)
- 1999 - Theodor Puff, calciatore tedesco (n. 1927)
- 2000 - György Csordás, nuotatore ungherese (n. 1928)
- 2000 - Giorgio Fulco, filologo italiano (n. 1940)

## XXI secolo(149)
- 2001 - André Neury, calciatore svizzero (n. 1921)
- 2001 - Henry Yunick, progettista statunitense (n. 1923)
- 2002 - Aldo Amadeo, politico italiano (n. 1918)
- 2002 - Lynne Lassal, modella francese (n. 1920)
- 2003 - Quentin Dean, attrice statunitense (n. 1944)
- 2003 - Carmen Filpi, attore statunitense (n. 1923)
- 2003 - Jack Gelber, drammaturgo statunitense (n. 1932)
- 2003 - Aleksej Medvedev, sollevatore sovietico (n. 1927)
- 2003 - Norbert Nagy, calciatore ungherese (n. 1969)
- 2004 - Tommy Farrell, attore statunitense (n. 1921)
- 2004 - Brenda Fassie, cantante sudafricana (n. 1964)
- 2004 - Achmat Kadyrov, politico, militare e religioso russo (n. 1951)
- 2004 - Alan King, attore statunitense (n. 1927)
- 2004 - Lylian Guyonneau, schermitrice francese (n. 1921)
- 2004 - Antonio Mormone, politico italiano (n. 1938)
- 2004 - Percy M. Young, musicologo, giornalista e organista britannico (n. 1912)
- 2005 - Chris Kreski, sceneggiatore e scrittore statunitense (n. 1962)
- 2005 - Thomas Wharton, arbitro di calcio scozzese (n. 1927)
- 2006 - Alfredo Del Francia, schermidore italiano (n. 1944)
- 2006 - Pietro Garinei, commediografo, regista teatrale e attore italiano (n. 1919)
- 2006 - Édouard Jaguer, poeta e critico d'arte francese (n. 1924)
- 2006 - Per Knudsen, allenatore di calcio e calciatore norvegese (n. 1930)
- 2006 - Bruno Pilat, militare italiano (n. 1913)
- 2006 - Christophe Pollock, direttore della fotografia francese (n. 1954)
- 2006 - Davit Tsimak'uridze, lottatore sovietico (n. 1925)
- 2007 - Charley Ane, giocatore di football americano statunitense (n. 1931)
- 2007 - Alfred D. Chandler Jr., storico statunitense (n. 1918)
- 2007 - Giuseppe Chiari, pittore e compositore italiano (n. 1926)
- 2007 - Theodore Harold Maiman, fisico statunitense (n. 1927)
- 2007 - János Steinmetz, pallanuotista ungherese (n. 1947)
- 2008 - Giorgio Basadonna, presbitero, saggista e docente italiano (n. 1922)
- 2008 - Leyla Gencer, soprano turco (n. 1928)
- 2008 - Shmuel Katz, scrittore, storico e giornalista israeliano (n. 1914)
- 2008 - Valentin Kuz'min, nuotatore sovietico (n. 1941)
- 2008 - Enzo Meniconi, montatore italiano (n. 1950)
- 2008 - Nuala O'Faolain, scrittrice, giornalista e produttrice televisiva irlandese (n. 1940)
- 2008 - Ronald Parise, astronauta statunitense (n. 1951)
- 2008 - Mario Perosino, pittore italiano (n. 1930)
- 2008 - Sinan Sofuoğlu, pilota motociclistico turco (n. 1982)
- 2008 - Stefano Tumidei, critico d'arte italiano (n. 1962)
- 2008 - Artur da Tavola, politico, scrittore e giornalista brasiliano (n. 1936)
- 2009 - Chuck Daly, allenatore di pallacanestro statunitense (n. 1930)
- 2009 - Juan González Gómez, calciatore messicano (n. 1924)
- 2009 - Olof Tegström, inventore svedese (n. 1931)
- 2010 - Dean Cetrulo, schermidore statunitense (n. 1919)
- 2010 - Hans Dijkstal, politico olandese (n. 1943)
- 2010 - Lena Horne, cantante, attrice e danzatrice statunitense (n. 1917)
- 2010 - Farzad Kamangar, docente, giornalista e attivista iraniano (n. 1975)
- 2011 - Dolores Fuller, attrice e cantautrice statunitense (n. 1923)
- 2011 - Lidia Gueiler Tejada, politica boliviana (n. 1921)
- 2011 - Roland Spångberg, pallanuotista svedese (n. 1923)
- 2011 - Newton Thornburg, scrittore statunitense (n. 1929)
- 2011 - Wouter Weylandt, ciclista su strada belga (n. 1984)
- 2012 - Gianpiero Carlo Cantoni, imprenditore, banchiere e politico italiano (n. 1939)
- 2012 - Gunnar Dybwad, calciatore norvegese (n. 1928)
- 2012 - Romano Forastieri, cestista e allenatore di pallacanestro italiano (n. 1928)
- 2012 - Geoffrey Henry, politico cookese (n. 1940)
- 2012 - C. David Heymann, scrittore statunitense (n. 1945)
- 2012 - Joyce Redman, attrice irlandese (n. 1915)
- 2012 - Vidal Sassoon, parrucchiere, imprenditore e attivista britannico (n. 1928)
- 2012 - Lajos Somodi, schermidore ungherese (n. 1928)
- 2013 - Alfredo Landa, attore spagnolo (n. 1933)
- 2013 - Ottavio Missoni, stilista, ostacolista e velocista italiano (n. 1921)
- 2013 - Andrew Simpson, velista britannico (n. 1976)
- 2014 - Giacomo Bini, presbitero e missionario italiano (n. 1938)
- 2014 - Romano Broggini, linguista e filologo svizzero (n. 1925)
- 2014 - Alfredo Pascual Sanz, calciatore e allenatore di calcio spagnolo (n. 1945)
- 2014 - Mel Patton, velocista statunitense (n. 1924)
- 2014 - Renato Polese, fumettista italiano (n. 1924)
- 2015 - Gunter van den Berg, cestista olandese (n. 1943)
- 2015 - Mario Biasci, politico e ingegnere italiano (n. 1938)
- 2015 - Vincenzo Cosco, allenatore di calcio e calciatore italiano (n. 1964)
- 2015 - Paolo Dell'Oro, fisico e scrittore italiano (n. 1935)
- 2015 - Kenan Evren, politico e generale turco (n. 1917)
- 2015 - Alexandre Lamfalussy, banchiere e economista belga (n. 1929)
- 2015 - Odo Marquard, filosofo tedesco (n. 1928)
- 2015 - Đorđe Pavlić, calciatore jugoslavo (n. 1938)
- 2015 - Mario Rossetto, militare, manager e scrittore italiano (n. 1915)
- 2015 - Elizabeth Wilson, attrice statunitense (n. 1921)
- 2015 - Christopher Wood, scrittore e sceneggiatore britannico (n. 1935)
- 2016 - Beverly Bainbridge, nuotatrice australiana (n. 1940)
- 2016 - Rex Hughes, allenatore di pallacanestro e dirigente sportivo statunitense (n. 1938)
- 2016 - Dennis Nineham, teologo britannico (n. 1921)
- 2016 - Fatima Robin's, cantante e circense tedesca (n. 1930)
- 2017 - Maurizio Baradello, politico italiano (n. 1960)
- 2017 - Cristóbal Garcés Larrea, poeta e critico letterario ecuadoriano (n. 1924)
- 2017 - Robert Miles, compositore, produttore discografico e disc jockey italiano (n. 1969)
- 2017 - Nicola Pagliara, architetto italiano (n. 1933)
- 2017 - Michael Parks, attore e cantante statunitense (n. 1940)
- 2017 - Luigi Pingitore, politico italiano (n. 1928)
- 2017 - Qian Qichen, diplomatico e politico cinese (n. 1928)
- 2017 - Glen Williams, cestista e allenatore di pallacanestro americo-verginiano (n. 1954)
- 2018 - Mario Agnes, giornalista italiano (n. 1931)
- 2018 - Fatma Charfi, artista tunisina (n. 1955)
- 2018 - Omar Daoud, calciatore libico (n. 1983)
- 2018 - Arthur Fitzsimons, calciatore irlandese (n. 1929)
- 2018 - Christian Goudineau, storico francese (n. 1939)
- 2018 - Ben Graves, batterista statunitense (n. 1972)
- 2018 - Ėrnest Jasan, regista sovietico (n. 1936)
- 2018 - Per Kirkeby, pittore, scultore e scrittore danese (n. 1938)
- 2019 - Lido Bettarini, pittore italiano (n. 1927)
- 2019 - Massimo Dolazza, politico italiano (n. 1949)
- 2019 - Marco Forti, critico letterario e curatore editoriale italiano (n. 1925)
- 2019 - Arif Məlikov, compositore azero (n. 1933)
- 2019 - Allene Roberts, attrice statunitense (n. 1928)
- 2019 - Alvin Sargent, sceneggiatore statunitense (n. 1927)
- 2020 - Luciano Forni, politico italiano (n. 1935)
- 2020 - Pedro Pablo León, calciatore peruviano (n. 1943)
- 2020 - Kristina Lugn, poetessa, drammaturga e critica letteraria svedese (n. 1948)
- 2020 - Lidia Marchetti, cestista italiana (n. 1940)
- 2020 - Johnny McCarthy, cestista e allenatore di pallacanestro statunitense (n. 1934)
- 2020 - Antonio Palazzi, gastronomo italiano (n. 1936)
- 2020 - Little Richard, cantautore, pianista e attore statunitense (n. 1932)
- 2020 - Piero Ricci, calciatore italiano (n. 1922)
- 2020 - Geno Silva, attore statunitense (n. 1948)
- 2021 - José Manuel Caballero Bonald, poeta e scrittore spagnolo (n. 1926)
- 2021 - Jean-Baptiste Chanfreau, tennista francese (n. 1947)
- 2021 - Marye Anne Fox, chimica statunitense (n. 1947)
- 2021 - Nandivada Rathnasree, astrofisica e divulgatrice scientifica indiana (n. 1963)
- 2022 - Paolo Dalle Fratte, politico italiano (n. 1951)
- 2022 - Tadeusz Grygiel, cestista polacco (n. 1954)
- 2022 - Timothy V. Johnson, politico statunitense (n. 1946)
- 2022 - Jody Lukoki, calciatore congolese (Repubblica Democratica del Congo) (n. 1992)
- 2022 - Adreian Payne, cestista statunitense (n. 1991)
- 2022 - Qin Yi, attrice cinese (n. 1922)
- 2022 - Peter Ristner, sciatore alpino svedese (n. 1944)
- 2022 - Norbert Samuelson, filosofo e teologo statunitense (n. 1936)
- 2022 - Davyd Žvanija, politico ucraino (n. 1967)
- 2023 - Antonio Carbajal, calciatore e allenatore di calcio messicano (n. 1929)
- 2023 - Pietro Cesari, calciatore italiano (n. 1924)
- 2023 - Denny Crum, cestista e allenatore di pallacanestro statunitense (n. 1937)
- 2023 - Edward Peter Cullen, vescovo cattolico statunitense (n. 1933)
- 2023 - Georges Kiejman, avvocato, politico e attore francese (n. 1932)
- 2023 - Wilferd Madelung, arabista, islamista e saggista tedesco (n. 1930)
- 2023 - Massimo Milone, giornalista italiano (n. 1955)
- 2023 - David Miranda, politico, attivista e giornalista brasiliano (n. 1985)
- 2023 - Joaquin Romaguera, attore e tenore statunitense (n. 1932)
- 2024 - Marco Coira, militare italiano (n. 1950)
- 2024 - Roger Corman, regista, produttore cinematografico e attore statunitense (n. 1926)
- 2024 - Bobby Hooper, cestista e allenatore di pallacanestro statunitense (n. 1946)
- 2024 - Toini Pöysti, fondista finlandese (n. 1933)
- 2024 - Philip Tagg, musicologo britannico (n. 1944)
- 2024 - Bill Wood, cantante statunitense (n. 1938)
- 2025 - Nadja Abd el Farrag, conduttrice televisiva e cantante tedesca (n. 1965)
- 2025 - Dragan Labović, cestista serbo (n. 1987)
- 2025 - Bob Lemieux, hockeista su ghiaccio e allenatore di hockey su ghiaccio canadese (n. 1944)
- 2025 - Simon Mann, mercenario e militare britannico (n. 1952)
- 2025 - Manlio Masu, pittore e insegnante italiano (n. 1935)
- 2025 - Serge Mongeau, medico, scrittore e politico canadese (n. 1937)

## Senza anno specificato(1)
- Hans Kammler, generale e ingegnere tedesco (n. 1901)